# Charinus goitaca
Charinus goitaca es una especie de araña del género Charinus, familia Charinidae. Fue descrita científicamente por Miranda, Giupponi, Prendini and Scharff en 2021.

## Distribución geográfica
Habita en América del Sur.

## Descripción
El caparazón del macho holotipo mide 4,75 mm de largo por 6,88 mm. Caparazón de color ocre claro; coxa del pedipalpo con carina dorsal redondeada que contiene siete sedas.